# 上海市大道政府

上海市大道政府

国の標語: 天下一家、万法帰一、四海兄弟、世界大同、日月之進、以道立𠲰、袪除国共両党、打倒虐民軍閥、確立東洋和平、樹立世界和平(綱領)

上海市大道政府（シャンハイしだいどうせいふ）は、1937年から1938年まで上海市に存在した日本の傀儡政府。

## 概要

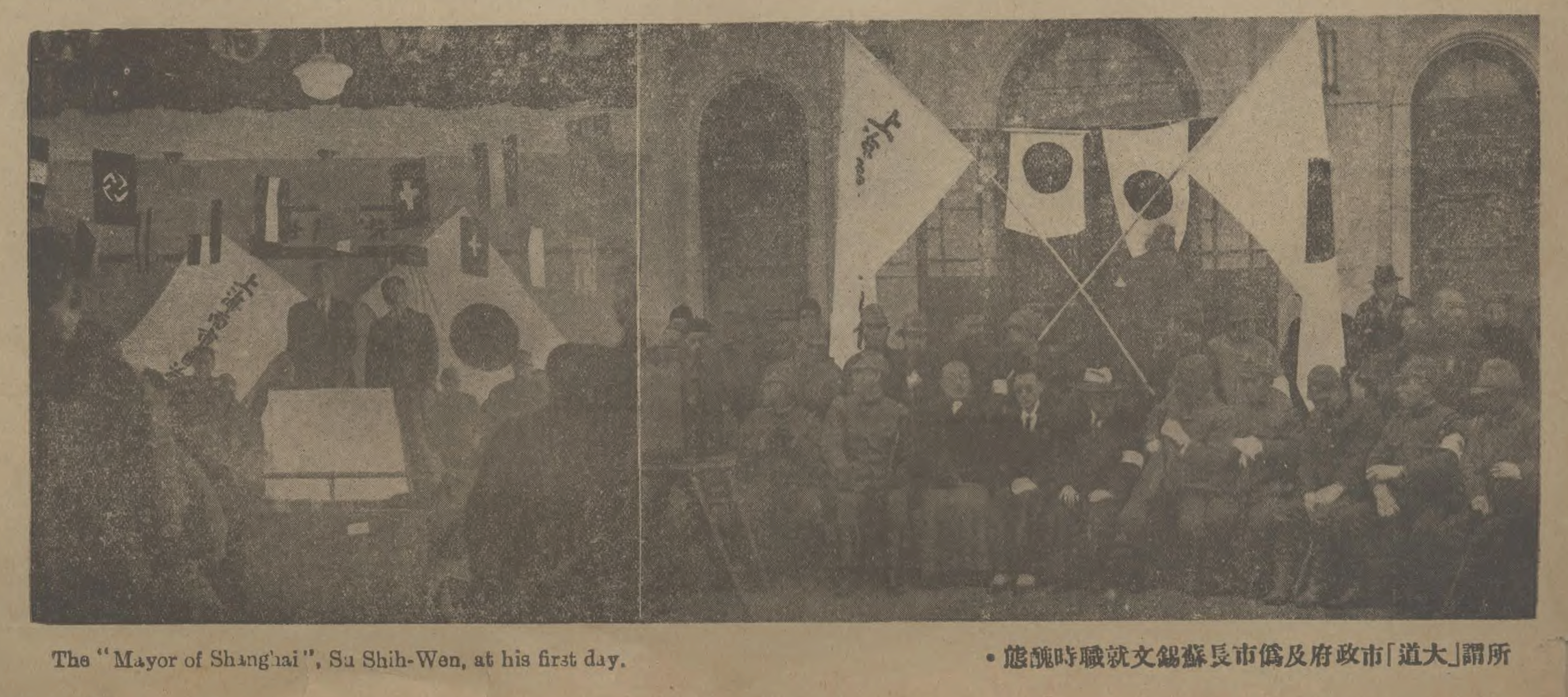
大道政府成立記念式典

1938年3月28日、中華民国維新政府の下で再編され、4月28日に督弁上海市政公署に改組された。 中華民国政府も中華人民共和国政府も、この体制を歴史的に正当なものと認めず、ともに傀儡政権と呼んだ。上海市大道政府は、浦城路51巷3号にあった。

## 地理

### 行政区画
浦東区、南市区、滬西区、閘北区、市中心区、呉淞区、北橋区、嘉定区、寶山区、奉賢区、南匯区、川沙区、崇明区。

## 行政

### 歴代市長
| 代 | 氏名   | 就任          | 退任          | 備考 |
| -- | ------ | ------------- | ------------- | ---- |
| 初 | 蘇錫文 | 1937年12月5日 | 1938年4月27日 |      |